# Рослинництво
Росли́нництво — галузь науки та сільського господарства, що займається вивченням особливостей реакції нових сортів, гібридів культурних і дикорослих видів рослин на дію біотичних, абіотичних та антропогенних факторів середовища; розробляє сортові технології вирощування стабільно високих урожаїв якісної продукції на засадах інтенсифікації, енергозаощадження й екологічної безпеки.
Дослідження та розроблення, спрямовані на розв'язання теоретичних і практичних проблем підвищення продуктивності культурних та дикорослих рослин, якості й екологічної чистоти продукції.

## Напрямки досліджень
Напрямки досліджень:

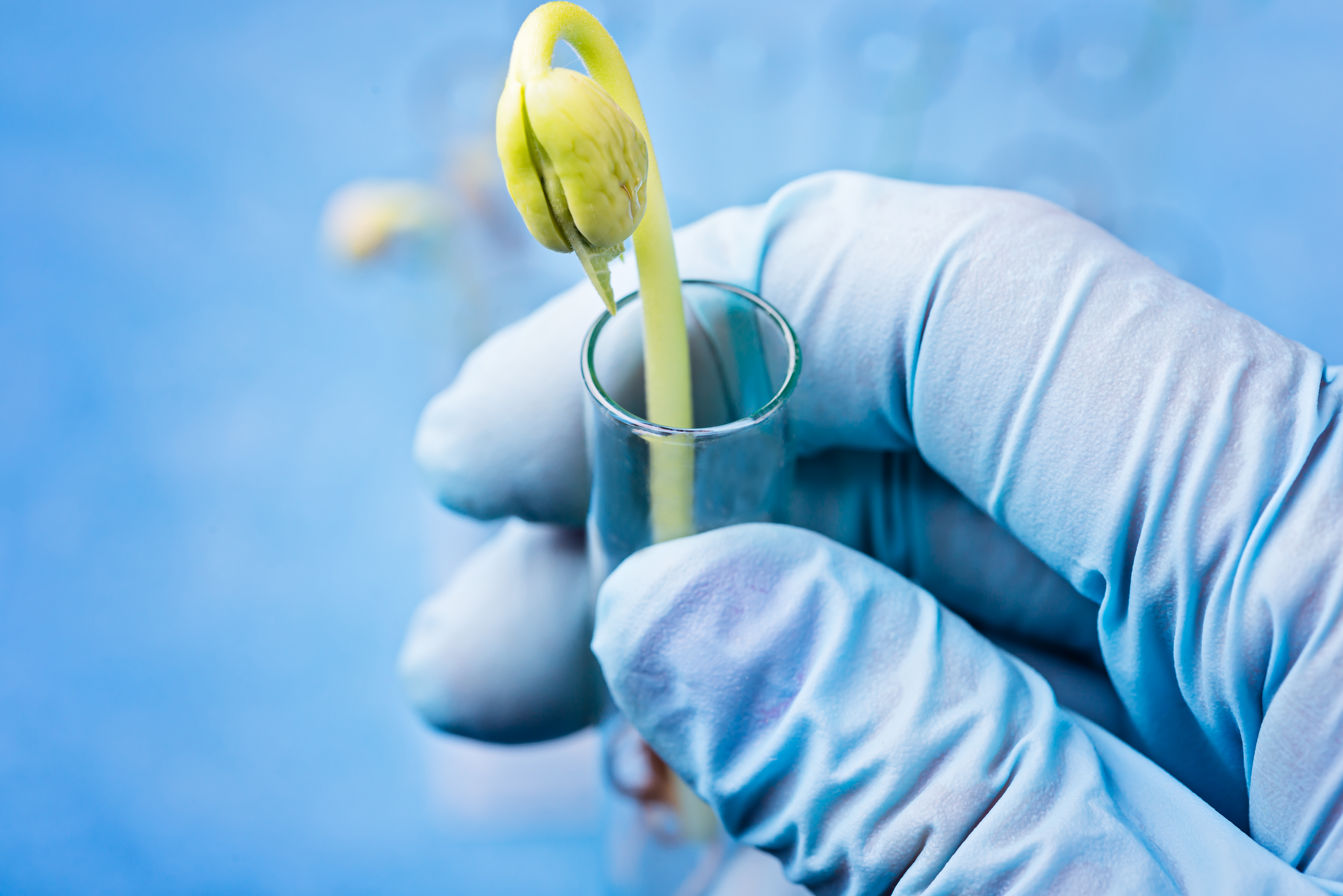
Паросток рослини в лабораторній пробірці

- Вивчення походження, історії окультурення рослин, опрацювання їх агрономічної класифікації та шляхів поширення за рахунок інтродукції й акліматизації.
- Дослідження агроценозу рослин різної видової та сортової належності; особливостей росту й етапів органогенезу; значення і ролі різних організмів у формуванні врожаю.
- Виявлення закономірностей фотосинтетичної діяльності рослин і фітоценозів, шляхів підвищення продуктивності (особливості розвитку асиміляційного апарату, поглинання та використання ФАР, динаміка та накопичення вегетативної маси й сухої речовини, інші фітометричні та фізіолого-біологічні показники продукційного процесу рослин).
- Вивчення особливостей формування врожаю рослин (культур, сортів) залежно від умов їх вирощування.
- Дослідження особливостей модифікаційної зміни рівня адаптивності рослин (сортів, гібридів) до дії абіотичних факторів середовища.
- Визначення реакції нових сортів (гібридів) окремих культур на застосування складових зональних систем землеробства та прийомів агротехнології.
- Дослідження процесів формування складових урожаю польових культур, розроблення заходів підвищення показників їхніх технологічних, продовольчих і кормових якостей.
- Дослідження реакції високопродуктивних видів (сортів) на попередники, заходи з обробітку ґрунту, способи, строки, глибини і норми висіву, способи передпосівного обробітку насіння, поєднання макро- і мікродобрив, заходи з догляду за рослинами, способи та терміни збирання.
- Вивчення особливостей формування врожайних властивостей насіння залежно від умов його вирощування та генетичного потенціалу сортів.
- Опрацювання теоретичних основ, методів і заходів реалізації програмування та математичного моделювання високої врожайності рослин, сортової й видової агротехнології.
- Наукове обґрунтування, розроблення інтенсивних енергоощадних, екологічно безпечних технологій (їх ланок, окремих комплексів) вирощування польових культур.